# Shawn Daivari
Dara Shawn Daivari (in persiano: دارا داوری; Minneapolis, 30 aprile 1984) è un ex wrestler statunitense sotto contratto con la WWE, dove svolge il ruolo di produttore.

## Carriera

### World Wrestling Entertainment

#### Manager di Muhammad Hassan (2004–2005)
Daivari debutta in WWE a fine dicembre 2004 come manager di Muhammad Hassan. I due interpretavano i personaggi di due Arabo-Americani stanchi del pregiudizio e del razzismo verso di loro dopo l'11 settembre. Inizialmente, durante i promo e i segmenti con gli altri wrestler, Daivari si esprimeva esclusivamente in lingua araba (anche se in realtà era persiano, lingua parlata in Iran, suo luogo d'origine) mentre Hassan utilizzava l'inglese. Nel roster di Raw di cui i due fanno parte, Hassan sale subito al top grazie a un feud con la leggenda del wrestling Hulk Hogan. Durante questo feud anche Daivari scende in campo, in un match di coppia fra i due Arabo-Americani contro la coppia formata da Hogan e Shawn Michaels, a Backlash, dove i due arabi vengono sconfitti. Dopo esser stati sconfitti a Backlash, i due passano a SmackDown! per effetto della Draft Lottery.

#### Varie faide (2005–2006)
Il suo protetto Hassan avrà un feud con The Undertaker e il 7 luglio a SmackDown!, Daivari affronta Undertaker, perdendo: dopo il match, quest'ultimo viene attaccato da 5 uomini incappucciati. Poiché quello stesso giorno ci fu un attentato terroristico a Londra, questo segmento di uomini molto somiglianti a terroristi fu criticato in ogni parte del globo.
Hassan scomparve presto dalle scene, mentre Daivari, dopo una lunga pausa nella Deep South Wrestling, federazione satellite della WWE, torna al roster di Raw come “arbitro personale” di Kurt Angle durante il feud di quest'ultimo contro John Cena, allora WWE Champion. Il 7 novembre a Raw, fa da arbitro speciale, in un match di coppia fra Kurt Angle e Chris Masters contro John Cena e Shawn Michaels, match che viene vinto dai primi due. Nella puntata del 12 dicembre di Raw, perde contro John Cena. Il rapporto tra i due finisce dopo che Daivari costò ad Angle un match contro Shawn Micheals durante un'edizione di Raw. Nell'ultima puntata di Raw del 2005, affronta proprio Kurt Angle in un Elimination Chamber Beat The Clock Challenge, vincendo per count out. Ma il 20 gennaio a SmackDown!, perde contro Angle.

#### Manager di Mark Henry e di The Great Khali (2006–2007)
Ritornò quindi a Smackdown e diventò manager di Mark Henry, allora in faida con Angle per il World Heavyweight Champion dopo la conquista del titolo da parte di Angle. Henry viene però sconfitto da Angle alla Royal Rumble 2006.
Il suo protetto avrà una faida con Undertaker, e i due si affrontano a Wrestlemania, ma Henry perde e dunque perde anche il feud. Il 7 aprile, durante un Match tra Undertaker e Mark Henry, Daivari si presenta sul Ring con il suo nuovo protetto The Great Khali, che attacca Undertaker. Il suo protetto sconfiggerà poi Undertaker. Nei mesi successivi continua a fare da Manager a Khali. Passano a fine ottobre in ECW

#### Faida con Tommy Dreamer e svincolamento (2006–2007)
Passò quindi alla Extreme Championship Wrestling assieme a The Great Khali, debuttando nello show del 31 ottobre, e Daivari sconfigge, Shannon Moore, mentre la settimana successiva batte Nunzio. Il 14 novembre inizia poi un feud con Tommy Dreamer, perdendo contro di lui per squalifica. Al PPV December To Dismember Daivari affronta Dreamer, e lo sconfigge, mentre il 5 dicembre viene sconfitto ancora da Dreamer. La settimana successiva perde anche il rematch. dopo di che i due si dividono. Quando Khali passò a RAW, Daivari passò a SmackDown! e iniziò la carriera di wrestler nella categoria dei pesi leggeri.
In seguito al roster draft 2007, Daivari è tornato nel roster di RAW.
Il 16 ottobre 2007 Daivari viene svincolato dalla WWE.

### Circuito indipendente (2007–2008)
Ha lottato in Professional Championship Wrestling.

### Total Nonstop Action Wrestling (2008–2009)
Daivari ha debuttato nella Total Nonstop Action Wrestling  durante la puntata del 12 giugno 2008 di Impact! come capitano del Team International per l'edizione 2008 del World X Cup Tournament, con il ring name Sheik Abdul Bashir. Il 12 settembre 2008, durante il PPV No Surrender, Daivari vince il TNA X Division Championship che è anche il primo titolo in carriera.

### Ring of Honor (2010–2011)
Dopo la TNA, Daivari entra a far parte della Ring Of Honor. Durante un'intervista, Daivari ha detto che potrebbe tornare nella WWE.
Daivari tornò in WWE in un Dark Match a Smack Down il 6 maggio 2011 contro TedDiBiase, dove ne uscì sconfitto.

### Ritorno in WWE (2019–presente)
Il 28 gennaio 2019 la WWE ha annunciato l'ingaggio di Shawn Daivari come produttore. Il 15 aprile 2020, tuttavia, Daivari è stato licenziato, a causa dei tagli derivanti dalla pandemia di COVID-19, per poi essere riassunto l'11 giugno 2021.

## Vita privata
Daivari è di origini iraniane, parla fluentemente il persiano e ha un fratello, Ariya anch'esso wrestler.

## Personaggio

### Mosse finali
- Come Daivari/Khosrow Daivari/Shawn Daivari
  - Camel clutch[8]
  - Diving leg drop[3]
  - Hammerlock DDT[8][10] – WWE
  - Magic Carpet Ride[4] (Diving splash) – OVW/Circuito indipendente
- Come Sheik Abdul Bashir
  - WMD (DDT su un avversario in ginocchio)[11] – 2008
  - WMD Driver (Cradle back to belly piledriver)[12] – 2009

### Soprannomi
- "The Golden Warrior"[13]
- "The Middle Eastern Nightmare"[3]
- "Sheik"[3][4]

## Titoli e riconoscimenti
- American Made Wrestling Entertainment
  - AMWE Light Heavyweight Championship (1)[4]
- American Wrestling Rampage
  - AWR No Limits Championship (1)[14]
- Big Time Wrestling
  - BTW Cruiserweight Championship (1)[15]
  - BTW United States Championship (1)[16][17]
- Insane Championship Wrestling
  - ICW Tag Team Championship (1) – con Ariya Daivari
- Mad Asylum Pro Wrestling
  - MAPW Heavyweight Championship (1)[4]
- Midwest Independent Association of Wrestling
  - MIAW Lightweight Championship (1)[4]
- NEO-PRO Wrestling
  - NEO-PRO Cruiserweight Championship (1)[4]
- Over The Top Wrestling
  - OTT No Limits Championship (1)
- Portland Wrestling Uncut
  - Pacific Northwest Heavyweight Championship (1)
- Pro Wrestling Illustrated
  - 85º tra i 500 migliori wrestler singoli nella PWI 500 (2009)[18]
- Total Nonstop Action Wrestling
  - TNA X Division Championship (1)[19]
  - Feast or Fired (2009 – Pink Slip)
- Varsity Pro Wrestling
  - VPW Championship (1)
- Wrestling Observer Newsletter
  - Most Disgusting Promotional Tactic (2005) Angle terroristico sull'attentato di Londra